# Mark Hudson
Mark Alexander Hudson (ur. 30 marca 1982 w Guildford, Anglia) – angielski obrońca występujący w Huddersfield Town.